# Fujiwara no Fusako
Fujiwara no Fusako, 12 octobre 1653 – 19 mai 1712, est une impératrice consort du Japon. Elle est la consort de l'empereur Reigen.

## Source de la traduction
- (en) Cet article est partiellement ou en totalité issu de l’article de Wikipédia en anglais intitulé « Fujiwara no Fusako » (voir la liste des auteurs).